# León Dupont (laico católico)
Léon Dupont (24 de enero de 1797, La Lamentin, Martinica, Francia – 18 de marzo de 1876 Tours, Francia), también conocido como "el santo hombre de Tours" o "el apóstol de la Santa Faz", fue un laico católico romano que ayudó a difundir varias devociones como la de la Santa Faz de Jesús y la adoración eucarística nocturna. Fue declarado venerable por el Papa Pío XII.

## Reseña biográfica
Léon Papin Dupont nació el 24 de enero de 1797 en la plantación de azúcar de su familia en Martinica. Su padre era Nicholas Dupont, un rico terrateniente francés y dueño de esclavos; su madre era una criolla de Martinica, Marie-Louise Gaigneron de Marolles. Su padre falleció cuando Léon tenía seis años. Léon fue educado en Martinica y luego pasó dos años en un internado en los Estados Unidos mientras ocurría la Revolución Francesa. Posteriormente, fue enviado a Francia para continuar su educación en el Collège de Pontlevoy, cerca del Château de Chissay, que pertenecía a su tío materno, el Comte Gaigneron de Marolles. Fue devoto desde una edad temprana, pero junto con su hermano Theobald, estudió derecho en París. Había heredado una considerable fortuna de su padre. 
Durante este período, Dupont conoció a varias figuras religiosas, incluida Santa Magdalena Sofía Barat, fundadora de la Sociedad del Sagrado Corazón. Al finalizar sus estudios de derecho, después de no haber visto a su madre durante seis años, regresó a Martinica, donde fue nombrado consejero del tribunal. Su hermano menor, Teobaldo murió de fiebre en 1823, cuando Léon tenía unos veinticuatro años.
En 1827, Léon Dupont se casó con Caroline d'Andiffredi y, en 1832, tuvieron una hija, Henrietta. Caroline falleció aproximadamente un año después del nacimiento de Henrietta. Tras la muerte de su esposa, Dupont y su madre se trasladaron a Francia y, en 1834, se establecieron en Tours, donde el médico Pierre Bretonneau era su vecino. También conoció a William Palmer. Dupont estableció un bufete de abogados y se convirtió en administrador de la propiedad de la catedral.
En julio de 1837, Dupont, su madre y su hija visitaron a su tío materno en el castillo de Chissay-en-Touraine, donde, mientras contemplaba un cuadro de Teresa de Ávila, experimentó una iluminación espiritual. Dupont se unió a la recién formada Sociedad de San Vicente de Paúl, contribuyendo con grandes sumas de dinero. A través de su participación en la sociedad, se involucró en la enseñanza de clases nocturnas a comerciantes.
En 1839, escribió La Fe Revivida y la Piedad Reanimada a Través de la Eucaristía. A menudo, mientras visitaba la finca de su tío, M. de Beauchamp, se detenía en la cercana Abadía de Solesmes, donde se hizo amigo íntimo de Dom Prosper Guéranger Después de hacer peregrinaciones a un par de santuarios marianos en Normandía, en 1842 publicó una guía de santuarios marianos.
En 1847, hizo una peregrinación a La Salette, luego a la Grande Chartreuse, y más tarde se reunió con Juan María Vianney. Cada año, Dupont enviaba a su madre y a su hija a los baños de sal en Saint-Servan, y luego se unía a ellas. También llevó a Henrietta, a petición suya, a ver el Mont-Saint-Michel. Henrietta era estudiante en el Convento de las Ursulinas en Tours. Cuando estalló una epidemia, las estudiantes fueron enviadas a casa, pero Henrietta pronto enfermó y, a pesar de los esfuerzos de Bretonneau, murió a la edad de quince años. Dupont donó una gran parte de lo que habría sido la dote de su hija a Jeanne Jugan, a quien había conocido en Saint-Servan. La invitó a establecer una casa para las Hermanitas de los Pobres en Tours. A partir de entonces, siguió siendo un colaborador frecuente de la caridad de las Hermanitas para los pobres y los ancianos.
En 1849, ayudó a establecer la adoración eucarística nocturna en Tours, con amigos de la Sociedad de San Vicente de Paúl. Su reputación como activista católico y ayudante de los pobres se extendió por Francia y estuvo en contacto con otros católicos franceses como San Pedro Julián Eymard, quien también fue un proponente activo de la difusión de la devoción a la Sagrada Eucaristía. Las obras caritativas y la postura religiosa de Dupont se hicieron tan conocidas en Francia que recibió muchas cartas, a menudo dirigidas a "El Santo Hombre de Tours", y los carteros sabían dónde entregarlas.
Cuando Dupont llegó a Tours, el culto a Martín de Tours había caído casi por completo en desuso. Dos caminos cubrían la ubicación de la tumba de San Martín, construidos a propósito para borrar la memoria de San Martín. Martín de Tours era, para León Dupont, el modelo de la caridad, y deseaba restaurar la devoción al Obispo de Tours y comenzar el proceso para la eventual reconstrucción de su basílica que había sido destruida por los revolucionarios. Alrededor de 1848, siguiendo las sugerencias del Sr. Dupont, la Catedral de Tours comenzó a restaurar las festividades que rodeaban la Fiesta de San Martín el 11 de noviembre. Ayudó a reconstruir la Basílica de San Martín de Tours (que data del año 472).
Dupont también promovió el uso de la Medalla de San Benito. Nunca estaba sin varias en su persona, las cuales daba a quienes conocía. Las compró por miles y las distribuyó ampliamente.
La madre de Dupont vivió con él la mayor parte de su vida en Tours y murió en 1860.

## Las devociones de la Santa Faz
Además de sus actividades filantrópicas, Dupont es quizás más conocido por difundir la devoción a la Santa Faz de Jesús.
Dupont hizo frecuentes donaciones a las Carmelitas en Tours y gestionó sus asuntos comerciales. Así se enteró de las supuestas visiones de Jesús y María por parte de la monja carmelita María de San Pedro entre 1844 y 1847. María de San Pedro era portera del Carmelo. Tenían en común una devoción al Niño Jesús; María de San Pedro le daba a Dupont copias de El Pequeño Evangelio, que él luego distribuía.
Basándose en esto, Dupont comenzó a mantener una lámpara de vigilia encendida continuamente ante una imagen de la Santa Faz de Jesús, basada en la imagen pintada en el Velo de Verónica. Dupont utilizó esa imagen porque la existencia de una imagen clara del Santo Sudario de Turín no era conocida por nadie en ese momento, ya que la imagen algo desvanecida del rostro en rl sudario no se puede ver fácilmente a simple vista y solo se observó en mayo de 1898 a través de la placa negativa de la primera fotografía de Secondo Pia.
En 1851, Dupont fundó la Archicofradía de la Santa Faz en Tours. Oró y promovió la causa de la devoción a la Santa Faz de Jesús durante unos 30 años. En 1874, Charles-Théodore Colet fue nombrado Arzobispo de Tours. El Arzobispo Colet examinó los documentos relacionados con la vida de María de San Pedro y la devoción, y en 1876 dio permiso para que se publicaran y se fomentara la devoción, poco antes de la muerte de Dupont. Después de la muerte de Dupont, el arzobispo convirtió su oratorio en una capilla, el Oratorio de la Santa Faz.

## Fallecimiento y veneración
Hacia el final de su vida, Dupont había donado la mayor parte de su fortuna a varias organizaciones benéficas, desde las Carmelitas hasta diversos orfanatos, la Sociedad de San Vicente de Paúl y las Hermanitas de los Pobres.
Léon Dupont falleció en 1876, a los 79 años. Tras su muerte, su casa en la Rue St. Etienne fue adquirida por la archidiócesis de Tours y convertida en el Oratorio de la Santa Faz. El Arzobispo Colet aprobó una congregación, llamada los Sacerdotes del  la Santa Faz, para administrar la capilla. La congregación fue erigida canónicamente en 1876 y el Padre Peter Javier, amigo de Dupont, fue nombrado su director.
El Padre Javier escribió una biografía de Dupont y otra de María de San Pedro y la devoción a la Santa Faz. Estos libros fueron ampliamente distribuidos e iniciaron la difusión de la devoción. Años más tarde, los libros influyeron en Teresa de Lisieux. La devoción a la Santa Faz de Jesús fue aprobada por el Papa León XIII al elevar la Cofradía de la Santa Faz a Archicofradía en 1885.
Los escritos espirituales de Dupont fueron aprobados por los teólogos el 3 de febrero de 1937. El caso para su canonización fue presentado a la Congregación para las Causas de los Santos el 21 de junio de 1939, otorgándole el título de Siervo de Dios. La Santa Sede lo declaró posteriormente Venerable y ahora espera la beatificación. Su festividad litúrgica es el 1 de diciembre.